# Abadía de Bective

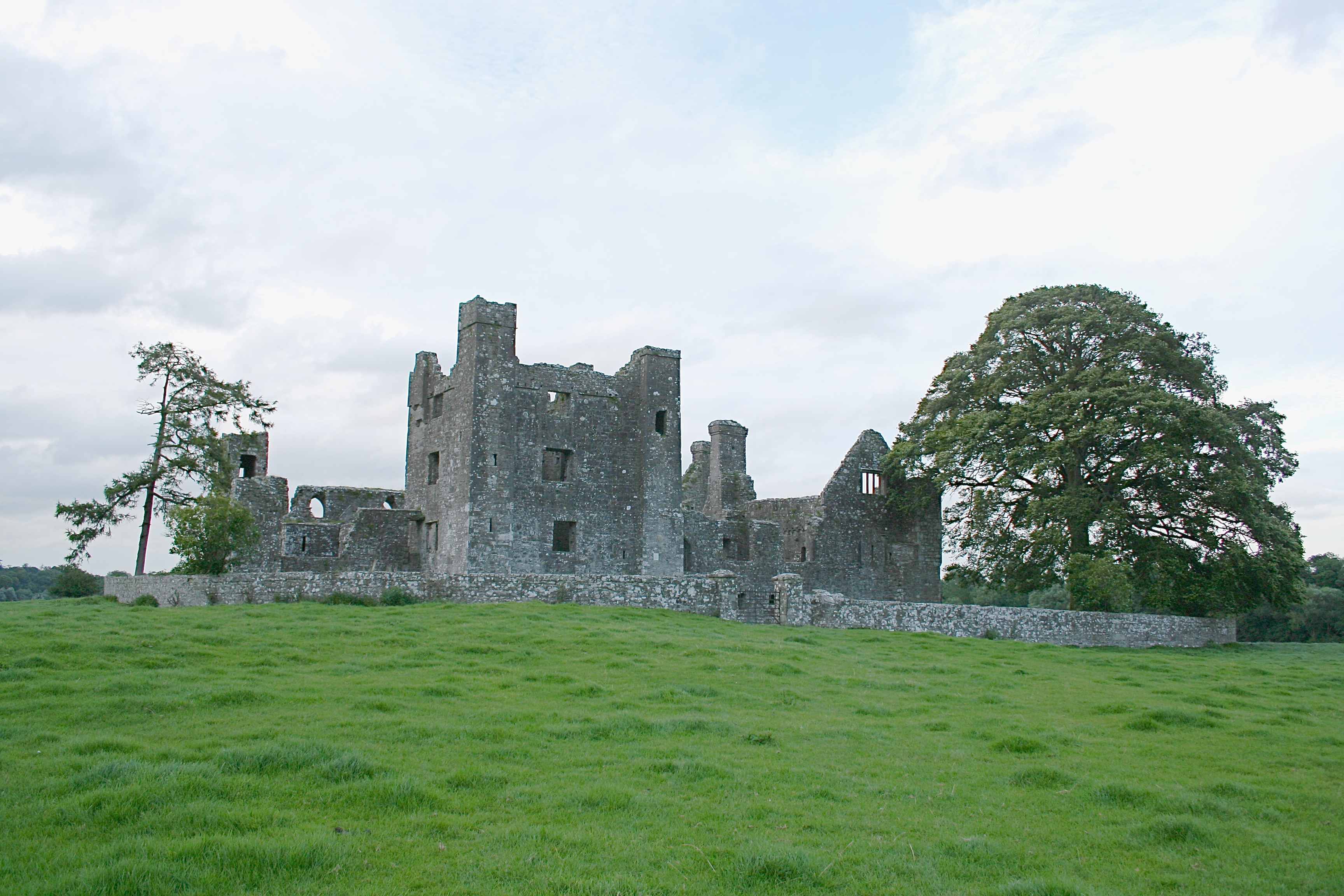
Imagen general de las ruinas del monasterio.

La abadía de Bective (inglés, Bective Abbey; Irlandés Mainistir Bheigtí) es un monasterio cisterciense, hoy en ruinas, situado en el condado de Meath en Irlanda, a 7,5 kilómetros de Trim en dirección a Navan.
El recinto se fundó en el año 1147 siendo dependiente del cercano monasterio de Mellifont Abbey. Los restos que se conservan en la actualidad no pertenecen a la época de su fundación sino a las reformas que tuvieron lugar en los siglos XIII y XV, pertenecientes a la sala capitular, el claustro y la iglesia.
El complejo fue abandonado en 1543 debido a la ley de disolución de los monasterios y fue utilizado más adelante como fortaleza, de ahí la construcción de la torre.

## Galería

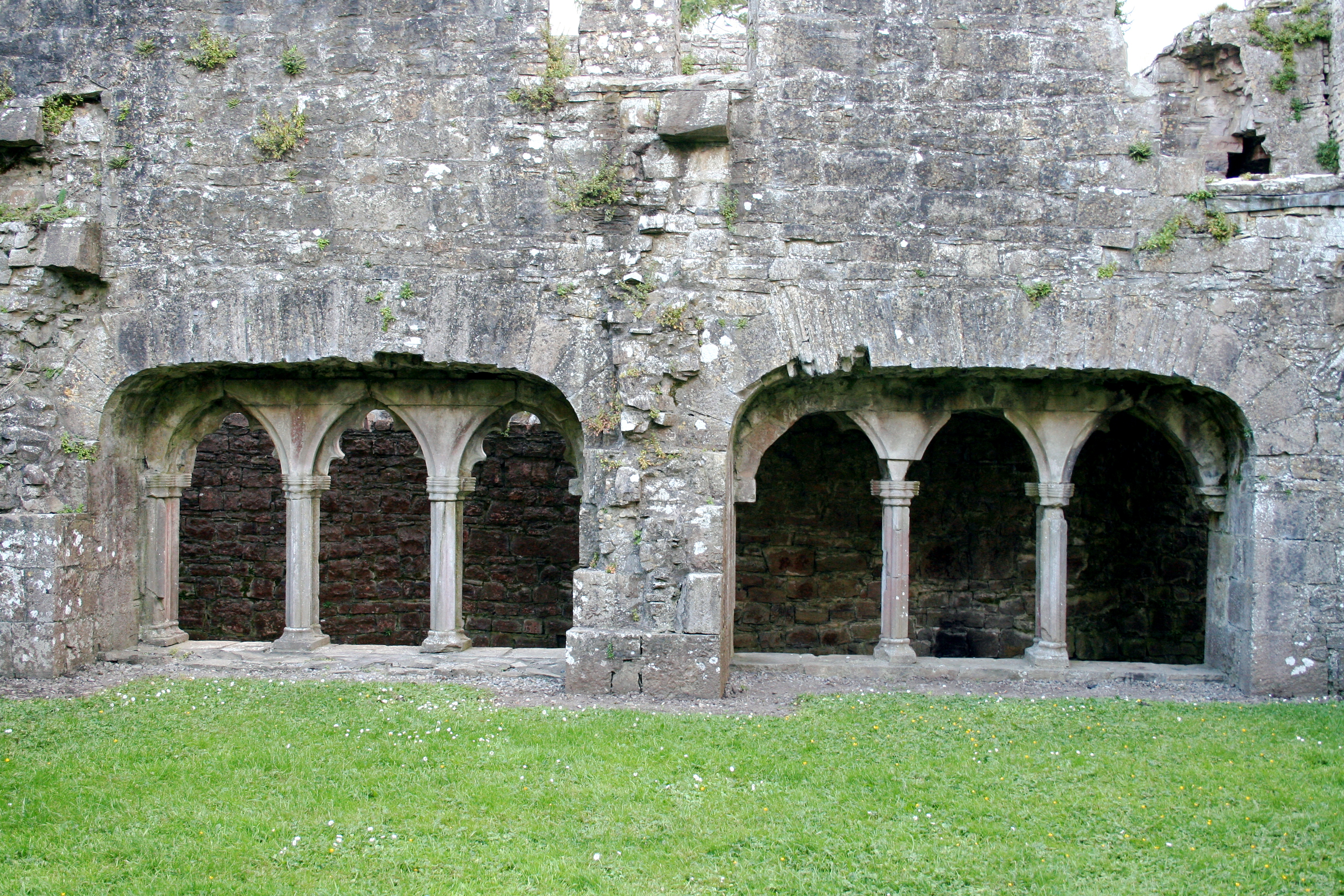
Imagen del claustro
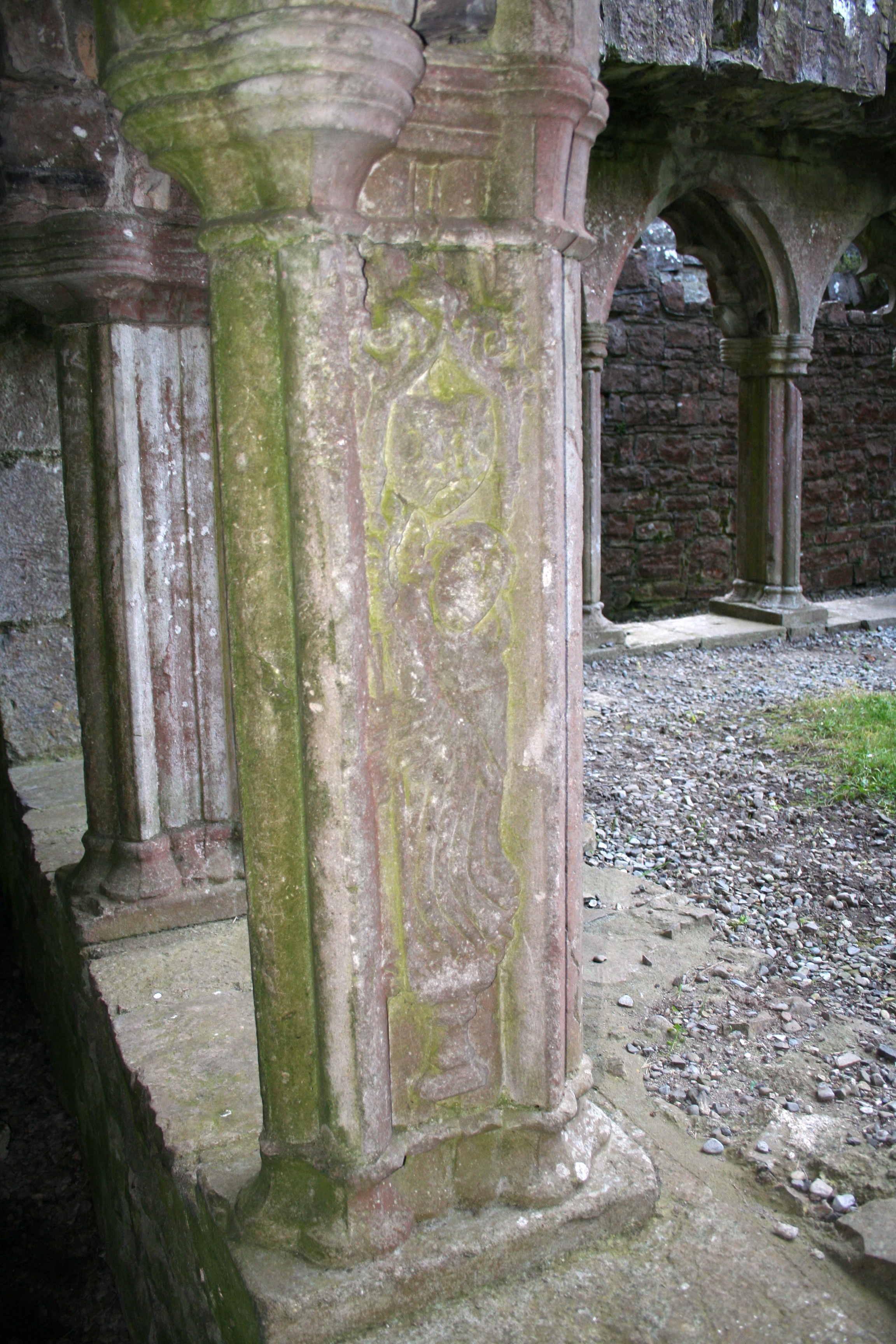
Detalle de la columna más importante del claustro

- Datos: Q813773
- Multimedia: Bective Abbey / Q813773